# Шайхаев, Хусейн Сайд-Эмиевич
Хусейн Сайд-Эмиевич Шайхаев (род. 22 апреля 1997 года, Россия) — российский боец смешанных боевых единоборств чеченского происхождения, представитель легчайшей весовой категории. Выступает на профессиональном уровне с 2016 года, известен прежде всего по участию в турнирах таких ММА организаций как ACB, ACA.

## Биография
Хусейн Шайхаев родился 22 апреля 1997 года в Чеченской Республике.

### ММА
Шайхаев начал карьеру в смешанных единоборствах в 2016 году. Свою первую победу в карьеру он завоевал в бою против Артёма Симоняна на турнире "ACB 34 - Young Eagles 7", победив удушающим приёмом на четвёртой минуте первого раунда.
У Шайхаева потрясающая статистика в ММА: в период с 2016 по 2021 год он не проиграл ни одного боя, он одержал 12 побед, из них 5 - сдачей соперников, 2 нокаутом и 5 судейским решением. Побеждал таких титулованных бойцов, как: Павел Витрук, Ахмед Мусакаев, Ержан Эстанов.

### Семья
У Хусейна есть старший брат-близнец Хасейн, который также как и он является титулованным спортсменом и профессиональным бойцом смешанных единоборств.

## Спортивные достижения
- Чемпион России и чемпион мира по грэпплингу по версии FILA среди юниоров — ;
- Чемпион Дагестана по грэпплингу — ;
- Чемпион Дагестана по рукопашному бою — ;
- Чемпион Дагестана по боевому самбо среди молодежи — ;
- Победитель чемпионата Беркута по ММА (2016 г.) — [3].

## Таблица выступлений
| Боёв 12         | Побед 12 | Поражений 0 |
| --------------- | -------- | ----------- |
| Нокаутом        | 2        | 0           |
| Сдачей          | 5        | 0           |
| Решением        | 5        | 0           |
| Ничьи           | 0        | 0           |
| Не состоявшихся | 0        | 0           |

| Результат | Рекорд | Соперник                      | Способ                                     | Турнир                                                           | Дата             | Раунд | Время | Место | Примечание |
| --------- | ------ | ----------------------------- | ------------------------------------------ | ---------------------------------------------------------------- | ---------------- | ----- | ----- | ----- | ---------- |
| Победа    | 12-0   | Павел Витрук                  | Решением (единогласным)                    | ACA 131: Абдулвахабов - Диас                                     | 5 ноября 2021    | 3     | 5:00  |       |            |
| Победа    | 11-0   | Карлос Эдуардо де Оливейра    | Решением (единогласным)                    | ACA 126: Магомедов - Егембердиев                                 | 16 июля 2021     | 3     | 5:00  |       |            |
| Победа    | 10-0   | Жозе Вагно де Оливейра Соареш | Сабмишном (удушение сзади)                 | ACA 116: Балаев - Фроес                                          | 18 декабря 2020  | 2     | 2:32  |       |            |
| Победа    | 9-0    | Ахмед Мусакаев                | Решением (единогласным)                    | ACA 107: Емельяненко - Исмаилов                                  | 24 июля 2020     | 3     | 5:00  |       |            |
| Победа    | 8-0    | Ержан Эстанов                 | Сабмишном (рычаг колена)                   | ACA 102: Туменов - Ушуков                                        | 29 ноября 2019   | 1     | 4:09  |       |            |
| Победа    | 7-0    | Канат Келдибеков              | Решением (единогласным)                    | ACA 91 Absolute Championship Akhmat                              | 26 января 2019   | 3     | 5:00  |       |            |
| Победа    | 6-0    | Диего Сильва                  | Техническим нокаутом (удары)               | ACB 81 Saidov vs. Carneiro                                       | 23 февраля 2018  | 3     | 2:43  |       |            |
| Победа    | 5-0    | Руслан Серикпулов             | Нокаутом (удар ногой в голову и добивание) | Berkut Fighting Championship 2017 Golden Eagle Grand Prix: Final | 11 ноября 2017   | 2     | 0:50  |       |            |
| Победа    | 4-0    | Кирилл Медведовский           | Сабмишном (удушение сзади)                 | ACB 64 Young Eagles 19                                           | 19 июля 2017     | 3     | 3:32  |       |            |
| Победа    | 3-0    | Рыскулбек Ибраимов            | Решением (единогласным)                    | ACB 58 Young Eagles 17                                           | 22 апреля 2017   | 3     | 5:00  |       |            |
| Победа    | 2-0    | Матеуш Юцак                   | Сабмишном (удушение сзади)                 | ACB 46 Young Eagles 13                                           | 24 сентября 2016 | 2     | 2:12  |       |            |
| Победа    | 1-0    | Артём Симонян                 | Сабмишном (удушение сзади)                 | ACB 34 - Young Eagles 7                                          | 29 апреля 2016   | 1     | 3:55  |       |            |